# Кордемтюр
Кордемтю́р (рос. Кордемтюр, марій. Кӧрдемтӱр) — присілок у складі Совєтського району Марій Ел, Росія. Входить до складу Кужмаринського сільського поселення.

## Населення
Населення — 143 особи (2010; 158 у 2002).
Національний склад (станом на 2002 рік):
- марі — 86 %